# Война на море от Гавайских островов до Малайи
«Война на море от Гавайских островов до Малайи» (также известен как «Морские сражения в районе Гавайских островов и Малайского архипелага» яп. ハワイ・マレー沖海戦 Хавай-марэ оки кайсэн англ. The War at Sea From Hawaii to Malaya) — японский чёрно-белый пропагандистский фильм в жанре военной драмы, поставленный режиссёром Кадзиро Ямамото в 1942 году. В фильме показано начало Тихоокеанской войны с японской точки зрения и по всей очевидности с намерениями показать привлекательный характер военно-морского воспитания с целью вербовки новых добровольцев для армии и флота, подготавливая молодых людей к патриотической готовности сражаться и умереть. У главного оператора Акиры Мимуры было четверо ассистентов, снимавших документальные сцены массовых учений новобранцев военно-морского флота. Будни военно-морского училища, изображение того, как выковывался воинственный дух молодых людей, пришедших сюда из мирной жизни, являются наиболее впечатляющими эпизодами кинокартины. Не менее реалистичными являются и кадры со спецэффектами, снятые при помощи мастера Эйдзи Цубурая, в которых подробно показано уничтожение военно-морской базы США на Гавайях и гибели двух британских линкоров у побережья Малайзии. С их детальной реконструкцией событий, эти киносъёмки установили стандарты для более поздних фильмов студии «Тохо» о монстрах («кайдзю эйга»), к работе над которыми также был причастен Цубурая. Фильм был сделан настолько совершенно с технической точки зрения, что, когда после войны сотрудники штаба американских оккупационных войск смотрели его, они были уверены, что перед ними документальные съёмки боя.

## Сюжет
Япония, 1936 год. С юных лет Томода был увлечённым пловцом и водолазом. Он мог запросто броситься с высокой скалы в воду. Он любит жить с риском и убеждает своего двоюродного брата, военнослужащего, чтобы тот похлопотал о его найме на военную службу. Он готовится стать военно-морским лётчиком, поступив на учёбу в Военную академию Цутиура. Жизнь курсантов показана со всей её беспощадной дисциплиной, с жёсткой взыскательностью учителей. Курсантам трудно, печёт жаркое солнце, но никто из молодых людей не проявляет даже признаков слабости. В декабре 1941 года Томода был на борту авианосца, с которого японские бомбардировщики начали атаку на Пёрл-Харбор. Завершается фильм сражением японского флота за Малайский архипелаг: в районе Сингапура была разгромлена эскадра британских боевых кораблей.

## В ролях
...Режиссёр Кадзиро Ямамото широко использовал в картине документальные кадры — приём, успешно осуществлённый им в предыдущей работе — в фильме «Лошадь». Это придало картине достоверность, напряжённость. Некоторым особенно нравятся военные сцены во второй половине фильма. Но на самом деле наибольшей силой убеждения и воздействия отличается его первая часть; глядя на включённые в неё кадры, зритель симпатизирует юноше, чистому и впечатлительному, проникшемуся специфически японским духом, духом войны, и вступающему в отряд.
- Дэндзиро Окоти — капитан Сатакэ
- Ятаро Курокава — майор Морибэ
- Сусуму Фудзита — капитан Ямасита
- Каору Ито — Гиити Томода
- Сэцуко Хара — Кикуко, сестра Гиити
- Юрико Ханабуса — Цунэ, мать Гиити
- Тэруко Като — Умэко, сестра Гиити
- Акира Накамура — Тадааки Татибана
- Эйтаро Синдо — командующий Куримото
- Харуо Танака — офицер Идзава
- Акитакэ Коно — Сайто
- Итиро Сугай — Усидзука
- Исао Кимура — Курата
- Масао Симидзу — Акияма, руководитель полётов

## Премьеры
- — национальная премьера фильма состоялась 8 декабря 1942 года[3]

## Награды и номинации
- Премия журнала «Кинэма Дзюмпо» (1943)

- Премия за лучший фильм 1942 года.

## О фильме
8 декабря 1941 года стало одним из трагических дней для мировой истории. В этот день японская эскадра совершила вероломное нападение на американский флот, базировавшийся в Пёрл-Харборе. Огонь Второй мировой войны перекинулся на Тихий океан.
Когда из уст дикторов радиокомпаний посыпались сообщения о военных успехах на всех фронтах, о блистательных рейдах военных кораблей, весь японский народ буквально опьянел от победных реляций, а премьер-министр Тодзио, принявший решение начать эту войну, стал в глазах народа героем. С этого времени почти всь народ, включая и тех, кто старался до этого оставаться честным, занимая в отношении войны позицию стороннего наблюдателя и отказываясь от сотрудничества с военщиной, стал активно участвовать в войне. Люди, являвшиеся до этого либералами и в глубине души считавшие себя противниками войны, начали призывать к «уничтожению проклятых американцев и англичан».
Именно в такой обстановке и появился фильм «Война на море от Гавайских островов до Малайи». Компания «Тохо» вместе с информационным отделом флота намеревалась выпустить его к годовщине начала войны. Это было невиданное по своим масштабам предприятие для японской кинематографии. На производство кинокартины было затрачено 770 тысяч иен, на рекламу — 150 тыс. иен (в то время как смета обычного фильма составляла 40 000 иен). Фильм посмотрели 10 миллионов японцев и он длительное время не сходил с экрана. Более того, фильм способствовал не столько повышению решимости к борьбе, сколько повышению «господствавшего на флоте духа» — отдать свою жизнь за родину.

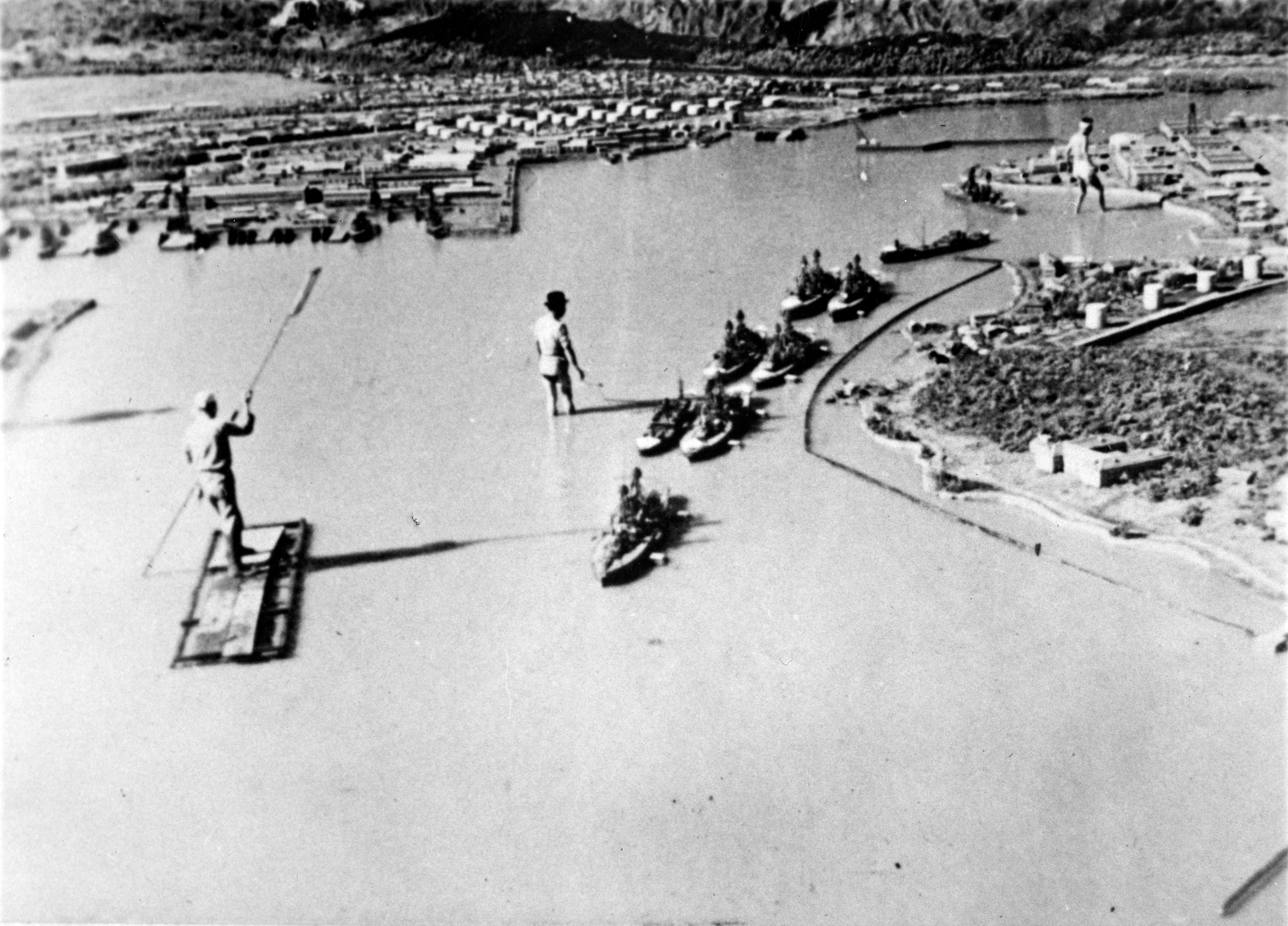
создание макета Пёрл-Харбора мастерами группы Эйдзи Цубурая

В фильме показаны юноши, которые не могут быть безучастными зрителями в критический момент истории Японии, они вступают в специальные учебные отряды, где из них воспитывают сверхчеловеков. Полные суровой силы, они становятся пилотами и поднимаются на борт авианосцев. Японо-американские отношения стремительно обостряются, и эскадра выступает к Гавайским берегам. Начинаются кадры нападения на Пёрл-Харбор, являющиеся кульминационными в фильме. Эти кадры были первой удачей специальной операторской группы кинокомпании «Тохо», возглавляемой Эйдзи Цубурая. Взяв за основу документальные кадры военных действий, Цубурая со своей группой под открытым небом создали огромную модель Пёрл-Харбора, построили в натуральную величину линкор и базу Татияма и воспроизвели с поразительной точностью все детали нападения на американскую базу.